# Exocentrus vidanii
Exocentrus vidanii là một loài bọ cánh cứng trong họ Cerambycidae.